# Sipario per Parade
Sipario per Parade è un'opera realizzata nel 1917 dal pittore spagnolo Pablo Picasso. La tecnica utilizzata è quella della tempera su tela; la tela misura cm 1050x1640. 
Il quadro fu dipinto da Picasso durante un viaggio a Roma. Il soggetto è un circo con pagliacci, ballerine ed animali.